# Josef Drahlovský
Josef Drahlovský, vlastním jménem Josef Čapka, často uváděn jako Čapka-Drahlovský i Čapek-Drahlovský (13. prosince 1847 Drahlov (u Olomouce) – 11. června 1926 Přerov) byl český hudební skladatel.

## Život
První hudební vzdělání získal v sousední obci Dub nad Moravou u místního kantora Josefa Stušky. Studoval na německém gymnáziu v Olomouci. Na gymnáziu založil a řídil pěvecký sbor, pro který také napsal svou první známou skladbu Modré oči. Po absolvování varhanické školy v Praze se v roce 1871 stal varhaníkem a ředitelem kůru v chrámu sv. Vavřince v Přerově a tam setrval až do své smrti v roce 1926. Kromě toho učil v rodné obci zpěv.
Drahlovský nejenže pozvedl uměleckou úroveň chrámové hudby v Přerově, ale významně se podílel i na kulturním životě města. Byl sbormistrem pěveckých sborů Přerub a Vlasta, se kterými prováděl, kromě svých vlastních, i obtížná díla Antonína Dvořáka či Josefa Nešvery.
Jako skladatel byl velmi plodný, zkomponoval více než 200 děl. Melodicky a harmonicky nepříliš složité skladby byly ve své době značně oblíbeny. Velkým vzorem mu byl Antonín Dvořák, což se projevuje i na Drahlovského skladbách.

## Dílo

### Zpěvohry
- Pastýřská vánoční hra op. 113
- Bramborová vojna (uvedlo mj. Národní divadlo v Brně, 1891)

### Kantáty a oratoria
- Husitská op. 3
- Tři doby země české op. 27 na text Boleslava Jablonského
- Vodník op. 52 na slova Jana z Hvězdy
- Tři jezdci op. 77
- Májová noc op. 143 na slova Karla Jaromíra Erbena
- Tovačovský op. 184
- Den soudný op. 209 na texty lidové poesie
- Golgota op. 222 na text Josefa Svatopluka Machara
- Bard národa (na slova Petra Bezruče
- Dies irae op. 156
- Mučedníci op. 183
- Sv. Jiří op. 191
- Žalm 95 op. 201
- Magnificat op. 205
- Canticum Zachariae op. 215

### Orchestrální skladby
- 6 legend
- 6 capriccií
- 3 symfonie
- Moravské tance op. 62

### Komorní skladby
- Legendy (pro klavír na čtyři ruce)
- Maděry (pro klavír na čtyři ruce)
- Hudební obrázky
- Moravské tance op. 169

### Písně a sbory
- Moravské trojzpěvy (tři svazky: op. 67, 93 a 94)
- Moravské dvojzpěvy op. 81 a op. 87
- Mnoho dalších písní a sborů bylo publikováno v časopise Česká hudba i samostatně.

### Chrámová hudba
- 100 varhanních předeher
- 300 varhanních předeher
- 18 mší
- řada drobnějších skladeb

### Pedagogická literatura
- Počátkové zpěvu (1873)